# 不害

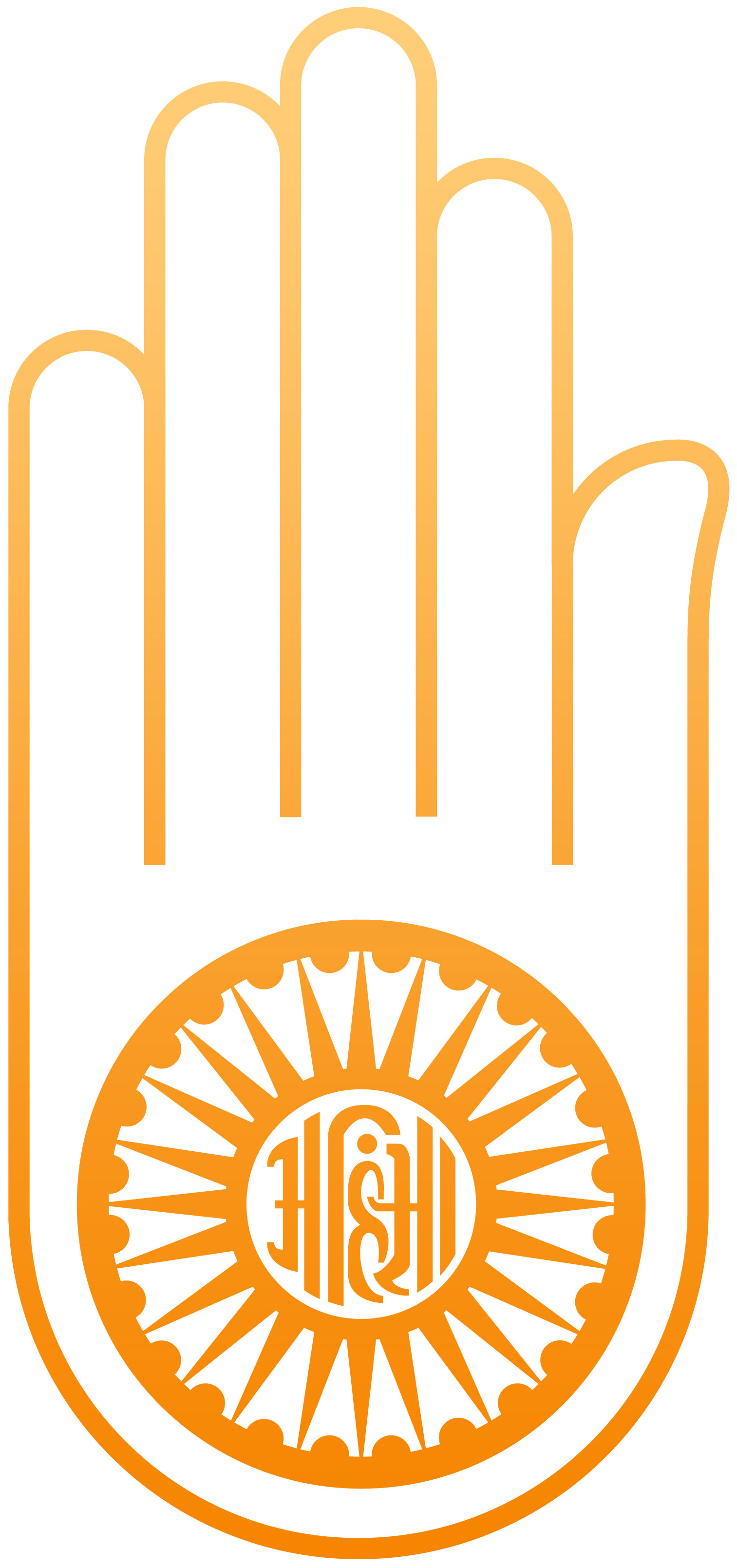
耆那教的“不害”（ahiṃsā）标志，手掌作无畏印

不傷害，又譯不殺、不殺生、不害，原意是指对一切有情不加以伤害，為非暴力之意。源自古印度宗教，由印度教、耆那教及佛教承襲下來。佛教的五戒中，以不加害跟其人有因緣者為首。

## 詞源
「不害」的原詞 ahiṃsā 源於梵文的字根 hiṃs，意思就是擊打；而 hiṃsā 則指受傷或傷害，再加上相反前綴 a- 就成為了 ahiṃsā，用以表示「不害」或「非暴力」。

## 概論
不害代表了不杀害和不伤害。不害理念同时尊重生命，尊重思想、言语和行为的正直，为人类自然和万物服务。有關「不害」的概念通行於印度次大陸的諸宗教，包括：其對象亦不只限於人類，並包對所有非人類的動物及其他眾生仁慈與非暴力：它尊重生命為一整全體，並相信所有生物均相通。
不害理念被圣雄甘地教导给他的追随者。
不害的理念同時包括了避免在語言上或行為上的暴力，除非是基於自衛的需要，以彰顯靈性的強壯，和避免所有各種暴力所帶來的相隨業力。
起源自吠陀時代，在《夜柔吠陀》等婆羅門教經典開始使用這個字。婆羅門教《广林奥义书》所指不害意为断灭轮回的五种解脱方法之一。
說一切有部將不害視為是一種善心所，列入大善地法中。

## 參看
- 非暴力